# Monnina ferreyrae
Monnina ferreyrae är en jungfrulinsväxtart som beskrevs av Charlotte M. Taylor. Monnina ferreyrae ingår i släktet Monnina och familjen jungfrulinsväxter. Inga underarter finns listade i Catalogue of Life.